# نقرس كاذب
كُلاَسُ الغَضاريف (بالإنجليزية: Chondrocalcinosis)‏ ويسمى أيضاً النِقْرِسٌ الكاذِب (بالإنجليزية: Pseudogout)‏ هو أحد الأمراض الروماتيزمية والذي ينشأ نتيجة توضّع حبيبات بيروفيت الكالسيوم داخل الأنسجة الضامة.